# Orphnurgus natalasper
Orphnurgus natalasper is een zeekomkommer uit de familie Deimatidae.
De wetenschappelijke naam van de soort werd in 1992 gepubliceerd door A.S. Thandar.